# Алнаське вугільне родовище
Ална́ське ву́гільне родо́вище — родовище кам'яного вугілля в Алнаському районі Удмуртії, Росія.

## Загальний опис
Родовище відноситься до Козаковського вугленосного району, розташованого в південній частині Удмуртії. Вугільні пласти встановлені у відкладах бобриківського горизонту візейського ярусу. Площі їхнього розвитку розташовані в межах сіл Алнаші, Варзі-Ятчі, Кузебаєво та Байтеряково. Вугілля залягає в нижній частині теригенних візейських відкладах і представляє лінзоподібні поклади товщиною від 0,4 до 23,9 м. Глибина залягання вугільних пластів коливається від 1 до 1,1 км.
Якість вугілля характеризується такими показниками:
- зольність — 7-43 %
- вміст аналітичної вологи — 3-5 %
- вміст загальної сірки — 0,4-13,9 %
- вміст вуглецю — 66,4-78,6 %
- вміст водню — 3,7-6 %
- густина — 1,5-2 г/см³
- питома теплота згорання — 5980-7590 ккал/кг.

Вугілля низькометаморфізоване, не спікається, кам'яне або перехідне від бурого до кам'яного. Величина прогнозованих ресурсів категорії Р2+Р3 для всього району становить 420 мільйонів тон. У зв'язку із складними гірничо-геологічними умовами та великою глибиною залягання на даному етапі розвідка та розробка вугільних пластів не доцільна.